# Georges Yannis
 (juillet 2025).
Causes possibles :
- Rédaction non-neutre car ne respectant pas la synthèse équilibrée attendue.
- Plan structurant la page comme une brochure promotionnelle ou une plaquette institutionnelle.
- Nombreuses informations sans réelle pertinence encyclopédique et pourtant montées en épingle. Ceci peut notamment se faire en recourant à des sources primaires ou non centrées, ou encore à un « cherry picking » des sources ; dans certains cas, cette utilisation des sources peut même donner lieu à une « synthèse inédite ».

Rappel : la pertinence des informations est à démontrer par des sources secondaires indépendantes et de qualité traitant le sujet.
 (juillet 2025).
 (juillet 2025).
 (juillet 2025).
 (juillet 2025).
L'article doit être relu — et modifié si nécessaire — par des contributeurs indépendants pour apporter un regard critique aux contributions effectuées en violation des conditions d'utilisation de Wikipédia, tant sur la forme (notamment concernant le style encyclopédique, la proportionnalité) que sur le fond (la neutralité de point de vue, la qualité et l'indépendance des sources).
Georges Yannis (né le 18 novembre 1964) est un ingénieur civil des transports grec. Il est Professeur en gestion et sécurité de traffic au Département de Planification et Ingénierie des Transports de l'École de Génie Civil de l'Université polytechnique nationale d'Athènes (UNTA), en Grèce.

## Famille et études
Georges Yannis est né à Athènes où il a grandi dans le centre-ville d'Athènes, où il vit toujours. En 1982, il a eu son baccalauréat de la 10e école publique d'Athènes à Ampelokipoi. De 1982 à 1987, pursuit ses études à l'Université polytechnique nationale d'Athènes et obtient son Diplôme d'Ingénieur Civil (option ingénierie des transports). Il a ensuite obtenu une maîtrise en ingénierie des transports (1988) et son Doctorat en transports de l'École Nationale des Ponts et Chaussées de Paris (1993).

## Carrière en ingénierie des transports
Georges Yannis a contribué à des plans et politiques nationaux, ayant conçu le plan de développement du métro d'Athènes de huit lignes (dont la fameuse ligne 4 actuellement en développement) (2009), le plan de stationnement controlé de la ville d'Athènes (2002), la première politique de mobilité urbaine durable pour la Grèce (2008), l'introduction d'une redevance annuelle pour les véhicules verts (2009), les arrangements de circulation et les chemins piétonniers du port du Pirée et les chemins piétonniers (2004).
Durant son mandat de Président de l'Autorité Publique du Métro d'Athènes (2004-2010), il a participé à toutes les phases de la planification, de la conception, des appels d'offres, de la supervision, de la mise en service et de la réception des projets de construction du Métro d'Athènes et de Thessalonique, ainsi que de leurs projets connexes. Il a également travaillé sur la deuxième génération de projets de métro, dont le projet principal du métro de Thessalonique et ses extensions.

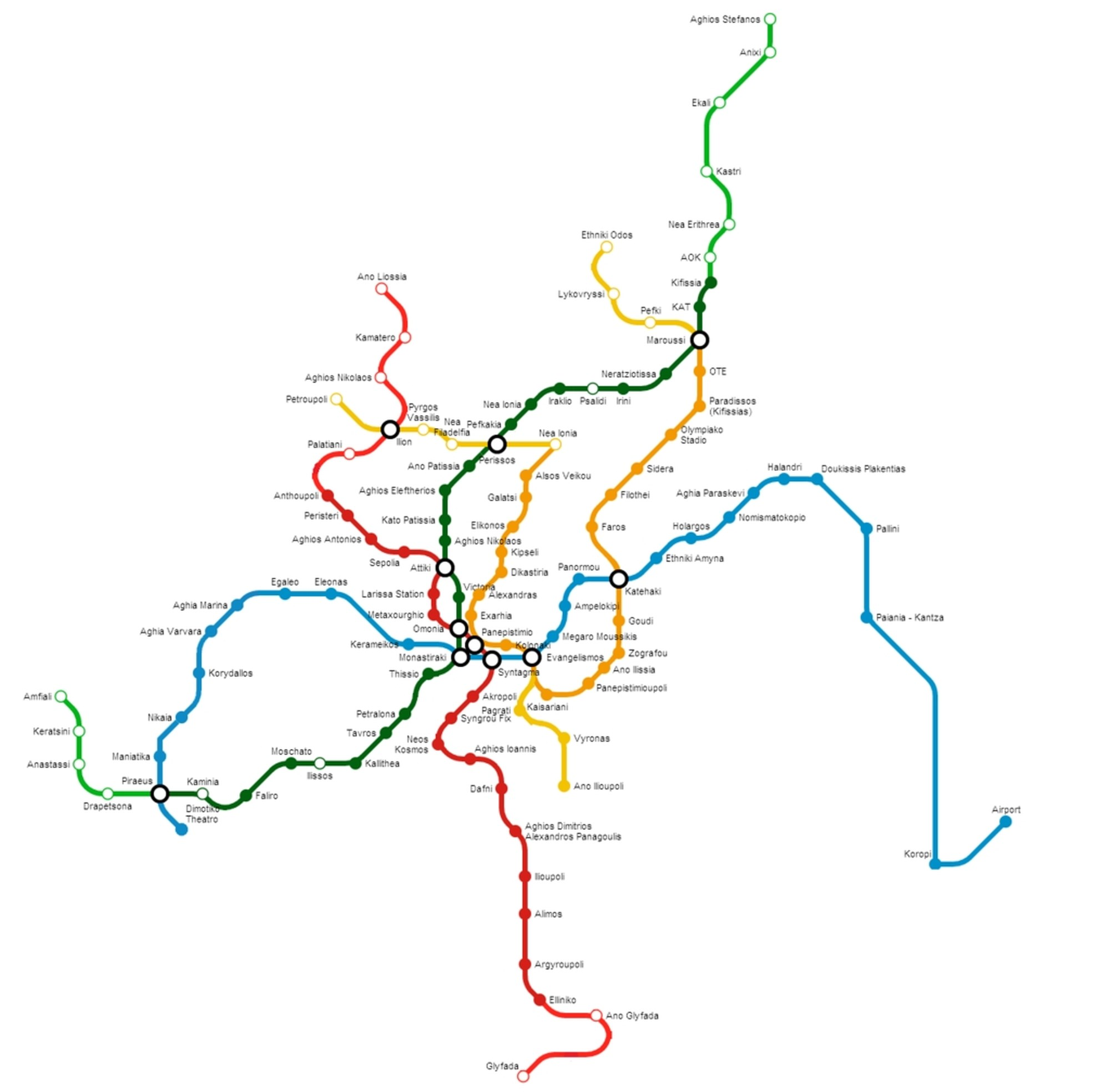
Le "plan Souflias" inspiré et développé par le Président d'Attiko Metro de l'époque, Georges Yannis, en Avril 2009.

Le 13 Avril 2009, le Ministre de l'Environnement, de l'Aménagement du Territoire et des Travaux Publics, Georgios Souflias, a dévoilé une proposition pour les futures extensions du métro en cours de préparation, appelée "le plan Souflias". Le plan prévoit un total de 8 lignes à développer sur une période de 25 ans, et a été initialement inspiré et développé par Georges Yannis, alors président d'Attiko Metro, à la suite d'études détaillées et de consultations publiques.
Il a contribu un soutien scientifique au projet controversé de régénération urbaine "Great Walk d'Athènes", qui a été partiellement mis en œuvre pour transformer progressivement la structure de mobilité du centre-ville d'Athènes, malgré les fortes réactions d'inertie initiales,,,.

## Carrière académique
Depuis 1991, il contribue à la recherche en matière de sécurité routière et d'ingénierie des transports au sein du département de planification et d'ingénierie des transports de l'Ecole de Génie Civil de l'Université Nationale Technique d'Athènes (Membre de la Ffaculté depuis, 2000).
Il a publié plus de 985 articles scientifiques,,,,, (citations i10-index : googlescholar: 223, h-index: googlescholar: 58, scopus: 43). Il est rédacteur en chef adjoint et membre du comité de rédaction des revues scientifiques internationales du domaine (Accident Analysis &amp; Prevention, Journal of Safety Research, Safety Science, Advances in Transportation Studies, Sensors, Transportation Letters, etc.).

## Carrière de coureur
Georges Yannis est un passionné de course à pied, ayant terminé 72 Marathons ainsi que plusieurs autres courses sur route, trails et triathlons, en Grèce et en Europe. Il a couru son premier Marathon à l'âge de 18 ans et sa meilleure performance est de 2 heures 56 minutes à Athènes à l'âge de 21 ans. À l'âge de 35 ans, il a déjà terminé 20 Marathons et après une pause de 15 ans (1999-2014), au cours de la dernière décennie, il a terminé 50 autres Marathons.
En Novembre 2024 à Athènes, il a mené à bien une campagne visant à courir 30 Marathons en 30 mois afin de promouvoir activement l'adoption de la limitation de vitesse à 30 km/h dans le plus grand nombre de villes possible à travers le monde, en tant que politique clé pour des villes plus sûres, plus saines et plus vertes. L' impact global, de la campagne s'est traduit par plus de 400 000 vues et 100 000 visiteurs par an sur les sites web et les médias sociaux de la campagne, ainsi que par de nombreuses interviews dans les médias traditionnels à la télévision,,,et des publications dans des revues scientifiques et des conférences,.

## Prix
Ses travaux de recherche et ses exploits universitaires ont été récompensés par de nombreux prix scientifiques internationaux, notamment le prix de l'Union Européenne TRAVisions Senior Researcher Award, le titre de "Chevalier de l'Ordre des Palmes Académiques" décerné par le Gouvernement Français, le prix de la Chaire Franqui des Universités Belges et le Prince Michael International Road Safety Award (quatre fois),,,.

## Livres
- Ziakopoulos, Apostolos; Yannis, Georges (2024). Solutions clés d'intelligence artificielle et de numérisation vers la Vision Zéro en matière de sécurité routière[39]. Dans Springer Nature, Études sur les systèmes, la décision et le contrôle[40] (SSDC), Volume 563. doi: 10.1007/978-3-031-69487-5 1.
- Oikonomou, Maria G. ; Sekadakis, Marios ; Ziakopoulos, Apostolos; Tengg, Allan ; Yannis, Georges (2024). Suite de développement de simulation de trafic intégrée pour la mobilité automatisée partagée[41]. Dans Springer Nature, Notes de cours sur la mobilité[42] (LNMOB). doi: 10.1007/978-3-031-71793-2 13.
- Petraki, Virginie ; Ziakopoulos, Apostolos; Fragkiadaki, Evangelia; Karouzakis, Nikolaos ; Kakavoulis, Konstantinos ; Yannis, Georges (2024). Fournir des incitations financières et des avantages soutenus par l'État pour les polices d'assurance automobile utilisant la télématique[43]. Renforcer la politique européenne de mobilité. doi: 10.1007/978-3-031-67936-0 7.
- Nævestad, Tor-Olav ; Laïou, Alexandra; Yannis, Georges (2020). Culture de sécurité parmi les automobilistes et les motocyclistes en Norvège et en Grèce : examen de l'influence de la nationalité, de la région et du mode de transport[44]. Frontières des villes durables. Tome 2. est ce que je : 10.3389/frsc.2020.00023.

Référence complète dans les monographies et les chapitres de livres: https://www.nrso.ntua.gr/geyannis/publications/

## Vie personnelle
Georges Yannis est le fils de Dimitrios Yannis et de Chryssanthi Bouza, tous deux originaires de la région montagneuse de l'Épire, au nord-ouest de la Grèce (respectivement Vitsa à Zagori et Palaiochori Syrrako dans la région de Metsovo). Il est le deuxième des trois frères, Nicos et Alexandros. Il est marié à Vassiliki Lerouni, avocate indépendante d'Athènes, et a deux enfants: Dimitris et Panagiotis.
Il a vécu à Athènes, Paris et Bruxelles et continue de voyager dans le monde entier pour ses études et sa carrière.